# Believe (Savatage)
A Believe az amerikai Savatage együttes 1998-ban megjelent válogatásalbuma, amely Japánban jelent meg a Zero Records kiadásában. A dalokat az 1983 és 1995 között megjelent albumokról válogatták össze.

## Számlista
1. "Believe"
2. "Visions" (instrumentális)
3. "Taunting Cobras"
4. "Handful of Rain"
5. "Chance"
6. "Sarajevo"
7. "This Is the Time (1990)"
8. "This Isn't What We Meant"
9. "Christmas Eve (Sarajevo 12-24)" (instrumentális)
10. "Edge of Thorns"
11. "Gutter Ballet"
12. "The Dungeons Are Calling"
13. "Sirens"
14. "Criss Intro"
15. "Hall of the Mountain King"
16. "Alone You Breathe"

## Dalok eredeti megjelenése
- 1. szám: Streets: A Rock Opera
- 2.,5, és 16. szám : Handful of Rain
- 6-9 szám: Dead Winter Dead
- 10-11 szám: Japan Live '94
- 12-15 szám: Final Bell / Ghost in the Ruins